# Václav Jan Pokorný

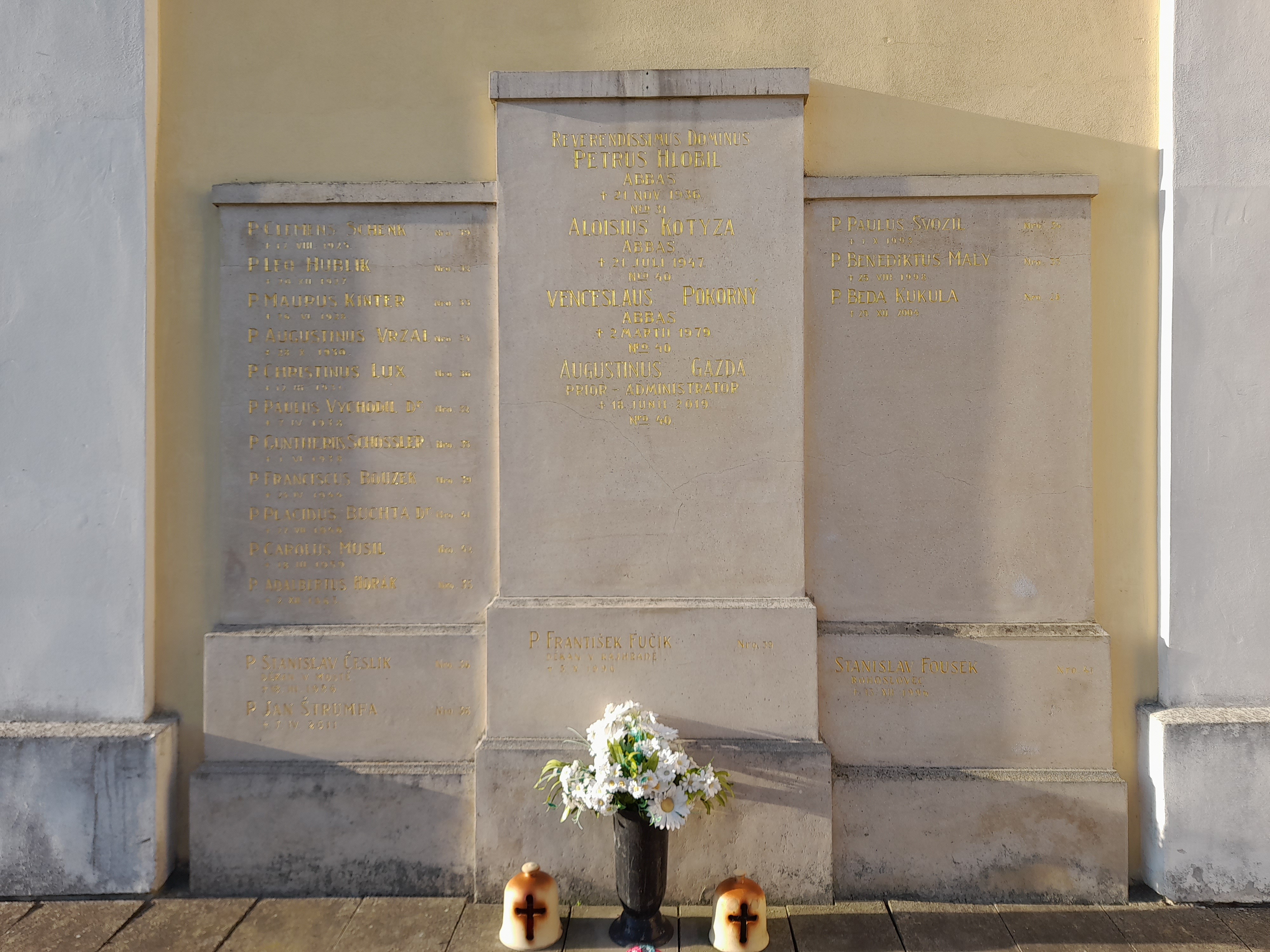
Hrob Václava Jana Pokorného v Rajhradě

Dom Václav Jan Pokorný, OSB (7. března 1894, Dobročkovice – 2. března 1979, Žernůvka) byl moravský římskokatolický duchovní, rajhradský benediktin a v letech 1947–1979 opat rajhradského kláštera. Funkci však fakticky vykonával pouze tři roky, do násilného zrušení kláštera v roce 1950. Byl rovněž posledním nositelem titulu Moravského zemského preláta.

## Život
Václav Pokorný se narodil za dopomoci porodní báby Františky Novotné z Nových Zámků dne 7. března 1894 v domě čp. 90 v Dobročkovicích (okres Vyškov) a křestní vodou jej obmyl P. Josef Lakota – kooperátor v Milonicích dne 8. března 1894 ve filiálním (od roku 1938 opětovně farním) kostele Všech svatých v Dobročkovicích.
Byl synem kováře Josefa Pokorného (25. října 1854 Mouřínov čp. 54 – 14. května 1916 Dobročkovice čp. 90), syna kováře Josefa Pokorného z Dobročkovic a Anny roz. Hrubé, a Marianny (31. ledna 1855 Kunkovice čp. 18 – 2. května 1912 Dobročkovice čp. 90), dcery pololáníka Josefa Medka z Kunkovic a Marie roz. Venhudové, s níž se oženil dne 27. května 1879 v Litenčicích.
Měl sedm sourozenců: Václava (* 11. května 1880 Dobročkovice čp. 90); Josefa (16. března 1884 Dobročkovice čp. 90 – 11. listopadu 1892 tamtéž); Bernardinu Marii (* 4. dubna 1886 Dobročkovice čp. 90); Anežku (13. prosince 1888 Dobročkovice čp. 90 – 2. prosince 1915 tamtéž); Marii (18. dubna 1892 Dobročkovice čp. 90 – 15. září 1892 tamtéž); Petra (* 9. února 1896 Dobročkovice čp. 90) a Annu (* 23. února 1898 Dobročkovice čp. 90).
V letech 1906–1913 studoval na Zemské vyšší reálce v Bučovicích, kde také dne 8. července 1913 úspěšně složil maturitní zkoušku. Protože mezi předměty, z nichž na Zemské vyšší reálce v Bučovicích maturoval, nepatřily jazyk latinský, jazyk řecký, logika a psychologie, které se po zájemcích o filosoficko-teologické studium vyžadovaly, přihlásil se v průběhu roku 1918 k vykonání tzv. doplňkové maturitní zkoušky na Prvním českém státním gymnáziu v Brně.
Již dne 4. září 1913 a opětovně dne 22. září 1913 požádal infulovaného zemského preláta a rajhradského opata P. Prokopa Bartoloměje Šupa OSB o přijetí do Řádu sv. Benedikta. Roční noviciát ve Staroslavném benediktinském opatství sv. Petra a Pavla v Rajhradě u Brna, kde při obláčce získal řeholní jméno Václav, započal 9. října 1913. První řeholní sliby složil dne 18. října 1914 a slavné řeholní sliby dne 10. února 1918.
Svá filosoficko-teologická studia z rozhodnutí představených započal roku 1914 v benediktinské řádové Koleji sv. Anselma v Římě, která byla krátce po vypuknutí I. světové války (tj. od roku 1915) přesunuta do benediktinského opatství Naší milé Paní v Seckau. V roce 1917 přestoupil na Bohoslovecký ústav v Brně. Kněžské svěcení přijal v pátek dne 5. června 1918 v katedrále sv. apoštolů Petra a Pavla v Brně z rukou Jeho Excelence nejdůstojnějšího p. biskupa brněnského ThDr. h.c. Norberta Jana Kleina OT. Svou primiční mši svatou slavil v chrámu Staroslavného opatství sv. Petra a Pavla v Rajhradě v neděli dne 7. července 1918.
Ode dne 15. srpna 1918 se stal kooperátorem v Ostrovačicích.
Díky zdárně ukončenému studiu dějin a pomocných věd historických na Filosofické fakultě Masarykovy univerzity v Brně vedle plnění četných povinností v duchovní správě inkorporované ostrovačické farnosti dojížděl jakožto řádně ustanovený knihovník a archivář do rajhradského opatství vyřizovat nejrůznější badatelské dotazy. Mimo to se aktivně podílel na pořádání archivu a je rovněž autorem generálního repertáře rajhradského kláštera, který sestavil podle repertáře břevnovského na příkaz břevnovského opata P. Viléma Rudolfa OSB (1923).
Po stránce badatelsko-vědecké se zabýval kulturní a literární historií a místopisem (např. za sepsání dějin Říčan: Říčany na Moravě – kapitoly z dějin byl Obecním zastupitelstvem Říčan v roce 1929 jmenován čestným občanem Obce Říčany u Brna). Své články zasílal do četných novin a časopisů – např. do Moravských novin.
Ode dne 20. srpna 1929 opustil Ostrovačice a vrátil se do Rajhradu, kde se stal kooperátorem.
Po složení předepsaných farářských zkoušek ke dni 1. říjnu 1934 vystřídal P. Karla Rudolfa Musila OSB – faráře inkorporované fary v Syrovicích, kde také v průběhu II. světové války deponoval klášterní archiv. Zároveň od roku 1945 ze Syrovic vykonával povinnosti děkana modřického děkanství.
V souvislosti s blížícími se oslavami 900. výročí kláštera (v roce 1948) se pustil do oprav dlouhodobě chátrajícího a značně (zejména staticky) poškozeného rajhradského klášterního komplexu, leč svůj záměr již nestačil dovést do zdárného konce. Členové konventu Staroslavného benediktinského opatství sv. Petra a Pavla v Rajhradu jej dne 7. srpna 1947 zvolili nástupcem zesnulého infulovaného zemského preláta a opata P. Aloise Josefa Kotyzy OSB (zemřel tragicky při autonehodě dne 21. července 1947 na státní silnici u Troubska); opatskou benedikci (stal se v pořadí osmým a do této doby zároveň posledním rajhradským opatem) přijal dne 28. září 1947 na svátek sv. Václava v opatském chrámu sv. Petra a Pavla v Rajhradu z rukou Jeho Excelence ThDr. Karla Skoupého, brněnského sídelního biskupa.
Funkci fakticky vykonával jen do 3. května 1950, kdy klášter v Rajhradě přepadla, v rámci druhé fáze Akce K, policie, a mnichy odvezla do internace. Opat Pokorný, zbavený jakékoliv pravomoci, žil po této události ještě 29 let. Zemřel 2. března 1979 v Ústavu sociální péče v Žernůvce u Tišnova. Klášter v Rajhradě byl dán pod správu Ministerstva národní obrany a přeměněn na sklady vojenského materiálu. Benediktini se do něj vrátili až v roce 1990, nová komunita v Rajhradě vznikla až v roce 1997.

## Dílo
- Z Rajhradských pamětí
- Říčany na Moravě – kapitoly z dějin